# 美しき棘
『美しき棘』（Belle Épine）は、2010年のフランス映画。レベッカ・ズロトヴスキの長編映画監督デビュー作。日本では2011年のフランス映画祭にて上映。主演のレア・セドゥが第36回セザール賞の有望新人女優賞にノミネートされた。

## キャスト
- プリューデンス：レア・セドゥ
- ソニア：アナイス・ドゥムースティエ
- マリリン：アガト・シュレンカー
- レナード：ギョーム・グイ
- フランク：ジョアン・リベロー
- フレデリック：アンナ・シガレヴィッチ
- デルフィーヌ：マリー・マテロン